# Eutoxeres aquila
Il falcetto codabianca (Eutoxeres aquila (Bourcier, 1847)) è un uccello della famiglia Trochilidae.

## Descrizione
Il falcetto codabianca è un colibrì di medie dimensioni che non presenta un dimorfismo sessuale marcato e gli esemplari di entrambi i sessi pesano 11 grammi circa con una lunghezza del corpo, dalla punta del becco a quella della coda, di circa 13 centimetri
. L'unica differenza tra i due sessi è la lunghezza delle ali; nei maschi di media misurano infatti 7,3 centimetri mentre nelle femmine 6,9 centimetri.
Questa specie presenta un caratteristico becco di circa 27 millimetri fortemente ricurvo verso il basso a formare quasi un angolo retto; che negli adulti è di color nero nella parte superiore (mascella) e giallo nella parte inferiore. Gli esemplari adulti hanno il piumaggio della parte superiore del corpo di colore verde e quello della parte inferiore strato; la gola è infatti nerastra con striature camoscio mentre il petto nerastro con striature bianche. La code è di color verde scuro lucido con la punta bianca. Nei giovani le punte delle piume ventrali presentano una sottile striatura orrizontale che conferisce loro un aspetto squamoso. Inoltre rispetto agli adulti hanno le remiganti, soprattutto le secondarie, con le punte chiare e le penne della coda più strette. Queste caratteristiche del piumaggio sono però perse rapidamente.

## Tassonomia
Sono note le seguenti sottospecie:
- Eutoxeres aquila salvini Gould, 1868 - sottospecie diffusa dalla Costa Rica orientale alla Colombia occidentale.
- Eutoxeres aquila heterurus Gould, 1868 - sottospecie diffusa dalla Colombia sud-orientale all'Ecuador occidentale.
- Eutoxeres aquila aquila (Bourcier, 1847) - sottospecie nominante, diffusa dalla Colombia orientale al Perù settentrionale.